# Урожайный (Гулькевичский район)
Урожа́йный — посёлок в Гулькевичском районе Краснодарского края России.
Входит в состав сельского поселения Кубань.

## География
Посёлок находится на левом берегу балки Синюга (левый приток Кубани), на расстоянии 15 км (по прямой) к западу от города Гулькевичи, административного центра района. Абсолютная высота — 97 м над уровнем моря.

## Население
| 2002 | 2010 |
| ---- | ---- |
| 641  | ↗697 |

## Улицы
| - ул. Ветеранов, - ул. Заречная, - ул. Казачья, - ул. Красная, | - ул. Кубанская, - ул. Набережная, - ул. Шоссейная. |